# シャルロッテ・キャスリック
シャルロッテ・キャスリック（Charlotte Caslick、1995年3月9日 - ）は、オーストラリアの女子ラグビー選手。

## プロフィール
- オーストラリア・ブリスベン出身[1]。
- ポジションはスタンドオフ(SO)。
- 身長 170cm、体重 64kg
- 夫もラグビー選手のルイス・ホラード[2]。

## 略歴
2016年、リオ五輪の7人制女子オーストラリア代表に選ばれて金メダルを獲得。
そして2021年、東京五輪の7人制女子オーストラリア代表に選ばれた。
2024年、パリ五輪の7人制女子オーストラリア代表に選ばれて主将を務めた。

## 受賞歴
- ワールドラグビー女子セブンズ年間最優秀選手賞:2022年[6]